# عبارت فعلی
عبارت فعلی به افعالی گفته می‌شود که از مجموع آنها یک معنی به‌دست می‌آید و اغلب با یک فعل ساده یا فعل مرکب هم‌معنی می‌شود. این نوع از افعال بیش از دو کلمه هستند و معمولاً یکی از اجزایشان حرف اضافه است؛ مانند: ازپای‌درآمدن، برپا کردن، به‌کار گرفتن.